# Волково (Мценский район)
Волково — деревня в Мценском районе Орловской области.

## История
Точная дата основания неизвестна. Ранее (середина XX века) деревня состояла большей частью из хозяйственных построек. На месте домов в южной части деревни, находились конюшни. В период царской России, деревня принадлежала помещикам Шеншиным. Господский дом сохранился и в настоящее время является деревенской школой. Вокруг дома разбит сад, недалеко от дома находится небольшой, около 50 метров в диаметре, пруд. Расположена южнее г. Мценска. В целом, можно сказать, что частный сектор г. Мценска плавно «перетекает» в деревню, расположение домов которой имеет «вытянутый» характер. Рядом с деревней проходит федеральная магистральная автомобильная трасса М2. Если следовать по ней со стороны г. Мценск в сторону г. Орла, деревня будет расположена с левой стороны. Большинство домов сосредоточено в районе промышленных предприятий города Мценска: Мценского спиртоводочного комбината «Орловская крепость», «Мценского литейного завода». В районе деревни, рядом со спиртоводочным комбинатом, находится пруд. В истоке пруда находится множество родников, самый большой из которых, называемый жителями «Гремучий», в диаметре достигает порядка 5 метров. В советское время рядом с деревней находился колхоз.

## Население
| 2002 | 2010 |
| ---- | ---- |
| 640  | ↘600 |

## Примечание
1. 1 2  Всероссийская перепись населения 2010 года. 7. Численность населения городских округов, муниципальных районов, городских и сельских поселен
2. ↑  Дворяне села Волкова Мценского уезда – друзья Тургенева и Фета — Орловский объединенный государственный литературный музей И.С. Тургенева. Дата обращения: 2 февраля 2021.
3. ↑  Данные Всероссийской переписи населения 2002 года: таблица № 02c. Численность населения и преобладающая национальность по каждому сельскому населённому пункту. — М.: Росстат, 2004.